# 雪謙冉江

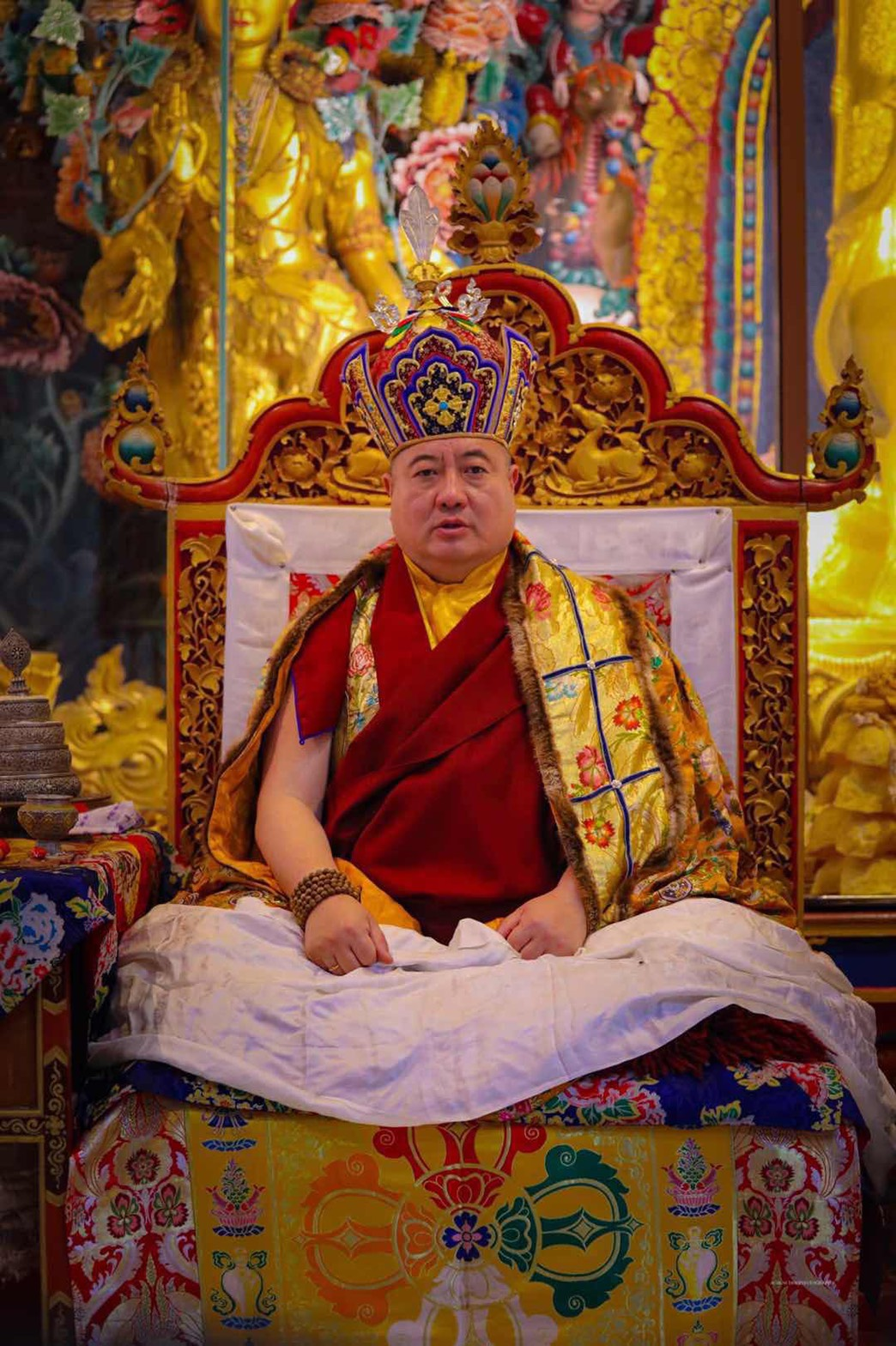
雪谦冉江仁波切

雪謙冉江（1966年12月25日—），藏傳佛教寧瑪派喇嘛高僧。據傳，他是雪谦·嘉察、雪谦·冉江和雪谦·康楚三位喇嘛的三位一體化身，同時也是雪謙冉江傳承世係的第七代傳人。
第七世雪謙冉江是頂果欽哲仁波切之外孫，其母親為頂果欽哲之長女企美-旺嫫，雪謙冉江仁波切接受外祖父頂果欽哲的秘傳與灌頂，並負責其轉世者頂果欽哲揚希的培養與教育。
第一世雪謙冉江在西藏康區創建了雪謙寺，該寺為西藏寧瑪派六大寺院之一。
上世紀八十年代早期，頂果欽哲仁波切在尼泊爾興建雪謙寺，並委派雪謙冉江仁波切擔任寺院住持。該寺現有僧侶五百餘人，他們在雪謙冉江仁波切親自指導下精進不懈地修持佛法。
雪謙冉江仁波切在尼泊爾建有雪謙佛學院、雪謙閉關中心、慈仁藝術學院、寧瑪寺院和佛學中心；在不丹建有烏金卻宗比丘尼寺、佛學中心、烏金卻宗佛學院和閉關中心。 由此可見雪謙冉江仁波切跨越時空的度世情懷和精力充沛的偉人氣魄。
此外，雪謙冉江仁波切還分別在印度和尼泊爾創立了雪謙醫療診所和雪謙流動診所，以關心眾生疾苦、無私奉獻慈愛的大乘精神，竭力弘揚佛教哲學的精深奧義。
雪谦冉江仁波切在台灣高雄市建有“台灣雪謙佛學會”，其修持內容豐富多彩，社會影響日益擴大。

### 脚注
1. ↑  .   [2020-08-29]. （原始内容存档于2018-11-03）.
2. ↑  .   [2020-09-01]. （原始内容存档于2021-03-02）.

### 外链
- http://blog.sina.com.cn/s/blog_5d02f93f0102wq2d.html